# Halangy Down
Die eisenzeitliche und frühmittelalterliche Siedlung Halangy Down liegt etwa 1,6 km nördlich von Hugh Town, unterhalb des Bant’s Carn, auf St. Mary’s, der Hauptinsel der zu Cornwall gehörenden Scilly-Inseln.
Die etwa 500 Jahre genutzte Siedlung liegt über einer älteren bronzezeitlichen Siedlung und ist der von Chysauster in Cornwall ähnlich. Erhalten sind die Fundamente eines Rundhauses und mehrerer miteinander verbundener ovaler Gebäude einer Siedlung, deren Funktion unklar ist. Der Siedlungskomplex erstreckt sich über vier schmale Terrassen und ist 50 Meter lang und 30 Meter breit. Die Reste des Dorfes zeugen von einer kontinuierlichen Besiedlung von der prähistorischen bis zur römischen Zeit in Großbritannien. 